# Plasmodium malariae
Plasmodium malariae là một động vật nguyên sinh ký sinh gây bệnh sốt rét ở người. Đây là một trong một số loài ký sinh trùng Plasmodium gây nhiễm trùng cho người bao gồm Plasmodium falciparum và Plasmodium vivax chịu trách nhiệm cho hầu hết các bệnh nhiễm trùng sốt rét. Mặc dù được tìm thấy trên toàn thế giới, nó được gọi là "sốt rét lành tính" và gần như không nguy hiểm như được tạo ra do P. falciparum hoặc P. vivax. Nó gây ra các cơn sốt tái phát sau khoảng ba ngày (sốt quartan), dài hơn các khoảng thời gian hai ngày (tertian) của các ký sinh trùng sốt rét khác, do đó tên thay thế của nó là sốt quartan và sốt rét quartan.

## Lịch sử
Sốt rét đã được ghi nhận từ các nền văn minh Hy Lạp và văn minh La Mã hơn 2.000 năm trước, với các kiểu sốt rét khác nhau được mô tả bởi người Hy Lạp đầu tiên. Năm 1880, Alphonse Laveran phát hiện ra rằng tác nhân gây bệnh sốt rét là ký sinh trùng. Công trình chi tiết của Golgi năm 1886 đã chứng minh rằng ở một số bệnh nhân có mối quan hệ giữa vòng đời 72 giờ của ký sinh trùng và kiểu lạnh và sốt ở bệnh nhân. Quan sát tương tự đã được tìm thấy đối với ký sinh trùng với chu kỳ 48 giờ. Golgi kết luận rằng phải có nhiều hơn một loài ký sinh trùng sốt rét chịu trách nhiệm cho các kiểu nhiễm trùng khác nhau này.

## Dịch tễ học
Mỗi năm, khoảng 500 triệu người sẽ bị nhiễm sốt rét trên toàn thế giới  Trong số những người bị nhiễm bệnh, khoảng hai triệu người sẽ chết vì căn bệnh này. Sốt rét là do sáu loài Plasmodium: Plasmodium falciparum, Plasmodium vivax, Plasmodium ovale curtisi, Plasmodium ovale wallikeri, Plasmodium malariae và Plasmodium knowlesi. Tại bất kỳ thời điểm nào, ước tính có khoảng 300 triệu người bị nhiễm ít nhất một trong số các loài Plasmodium này và do đó cần có sự phát triển của các phương pháp điều trị hiệu quả để giảm tỷ lệ tử vong và tỷ lệ mắc bệnh hàng năm.

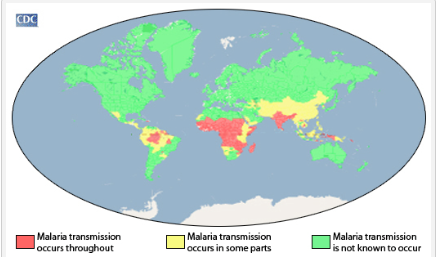
Khu vực địa lý truyền bệnh sốt rét

P. malariae là một trong những loài ít được nghiên cứu nhất trong số sáu loài gây bệnh cho người, một phần vì tỷ lệ lưu hành thấp và các biểu hiện lâm sàng nhẹ hơn so với các loài khác. Bệnh này phổ biến rộng khắp châu Phi cận Sahara, phần lớn phía đông nam châu Á, Indonesia, trên nhiều hòn đảo phía tây Thái Bình Dương và trong các khu vực thuộc lưu vực sông Amazon của vùng Nam Mỹ. Ở các vùng lưu hành, tỷ lệ lưu hành dao động từ dưới 4% đến hơn 20%, nhưng có bằng chứng cho thấy việc nhiễm trùng P. malariae không được báo cáo đầy đủ.
Trung tâm kiểm soát dịch bệnh (CDC) có một ứng dụng cho phép mọi người xem các phần cụ thể của thế giới và cách họ bị ảnh hưởng bởi Plasmodium vivax và các loại ký sinh trùng Plasmodium khác. Nó có thể được tìm thấy tại liên kết sau: http://cdc.gov/malaria/map/index.html Lưu trữ ngày 16 tháng 7 năm 2017 tại Wayback Machine.